# Парадізо (Тічино)
Парадізо (італ. Paradiso) — громада  в Швейцарії в кантоні Тічино, округ Лугано.

## Географія
Громада розташована на відстані близько 160 км на південний схід від Берна, 24 км на південь від Беллінцони.
Парадізо має площу 0,9 км², з яких на 61,2% дозволяється будівництво (житлове та будівництво доріг), 4,7% використовуються в сільськогосподарських цілях, 32,9% зайнято лісами, 1,2% не є продуктивними (річки, льодовики або гори).

## Демографія
2019 року в громаді мешкало 4303 особи (+19,3% порівняно з 2010 роком), іноземців було 57,8%. Густота населення становила 4835 осіб/км².
За віковим діапазоном населення розподілялося таким чином: 16,4% — особи молодші 20 років, 62,3% — особи у віці 20—64 років, 21,3% — особи у віці 65 років та старші. Було 2251 помешкань (у середньому 1,9 особи в помешканні).
Із загальної кількості 3177 працюючих 0 було зайнятих в первинному секторі, 232 — в обробній промисловості, 2945 — в галузі послуг.